# بلدة بارك ريفر (ميشيغان)
بارك ريفر (بالإنجليزية: Bark River Township, Michigan)‏ هي بلدة تقع بولاية ميشيغان في الولايات المتحدة. تبلغ مساحتها 118.2 (كم²)، وترتفع عن سطح البحر 216 م، بلغ عدد سكانها 1650 نسمة في عام تعداد الولايات المتحدة 2000 حسب إحصاء مكتب تعداد الولايات المتحدة وتصل الكثافة السكانية فيها 14 نسمة/كم2.

## وصلات خارجية
- The US50 - Cities and Towns in Michigan State
- Michigan Cities and Towns, Facts, Map, Flag, Colleges, Government, and More